# マルタの鷹協会
マルタの鷹協会（マルタのたかきょうかい、Maltese Falcon Society ）は、ハードボイルド愛好者のための組織。協会の名は、作家ダシール・ハメットの代表作『マルタの鷹』に由来する。1981年にサンフランシスコで設立されたが、現在アメリカ合衆国では活動しておらず、1982年に木村二郎により創設された日本支部のみが残っている。日本支部では、日本で出版された優れたハードボイルド作品にファルコン賞を授与している。

## 起源
協会は、1981年5月20日に、歴史文学者・伝記作家のドン・ヘロンと私立探偵のジェイソン・ウクターによってサンフランシスコで設立された。第1回ミーティングはダシール・ハメットが『マルタの鷹』に登場させ、ハメット自身も食事をしたことのあるレストラン「ジョンズ・グリル」で開催された。議長はハメットの研究者で私立探偵のデイヴィッド・フェックハイマーとパルプ作家のE・ホフマン・プライスが務めた。
ニューヨークと日本に支部を開設し、1982年には会員数はサンフランシスコが110名、日本が55名、ニューヨークが50名であった。公式のキャッチコピーは『マルタの鷹』のサム・スペードのセリフ"Success to crime" である。

## 活動
ニューヨーク支部のウィリアム・ナデルはマンハッタンでハメットの『影なき男』の舞台を歩くツアーを開催している。推理作家・翻訳家・書評家の木村二郎によって設立された日本支部は、年に10回会報「マルタの鷹フライヤー」を配布し、1983年からは年に1度ファルコン賞の授与を開始した。
サンフランシスコ支部のミーティングは推理作家のジュリー・スミス、チャールズ・ウィルフォード、スティーヴン・グリーンリーフ、ジョー・ゴアズらによって開かれた。
その他の参加者に、ハメットの伝記作家、ダイアン・ジョンソン、ウィリアム・F・ノーラン、バウンティハンターのタイニー・ボイラーズ、ジェローム・ワイドマンなどハメットと親交のあった人々、検死官、犯罪のレポーター、FBIのエージェント、保釈保証業者などがいた。
ニューヨーク支部が活動を休止したのは1980年代後半のことである。サンフランシスコ支部ではハメットの92回目の誕生日である1986年5月27日に開かれた第5回記念ミーティングが最後である。ハメットの娘、ジョー・ハメットが最後の議長を務めた。
1990年代には活動しているのは日本支部だけとなった。2006年、日本支部は1982年から2006年に発行した会報をまとめた大判のソフトカバー本「マルタの鷹フライヤー1982-2006 完全版」を製作した。2009年現在、日本支部は90名のメンバーと共に、会報の発行とファルコン賞の授与及び東京と大阪でのミーティングの開催を続けている。

## ファルコン賞
ファルコン賞（The Falcon Award）は、マルタの鷹協会日本支部のメンバーによって、日本で出版された優れたハードボイルド作品に授与される賞。受賞者には賞状と「丸太の鷹」像が授与される。
- 1983年 - ロバート・B・パーカー 『初秋』
- 1984年 - L・A・モース 『オールド・ディック』
- 1985年 - ジェイムズ・クラムリー（英語版） 『酔いどれの誇り』
- 1986年 - ジョー・ゴアズ（英語版） 『ハメット』
- 1987年 - ローレンス・ブロック 『聖なる酒場の挽歌』
- 1988年 - マイクル・Z・リューイン 『刑事の誇り』
- 1989年 - アンドリュー・ヴァクス 『赤毛のストレーガ』
- 1990年 - 原尞 『私が殺した少女』
- 1991年 - スー・グラフトン 『逃亡者のF』
- 1992年 - ローレンス・ブロック 『墓場への切符』
- 1993年 - スティーヴン・グリーンリーフ 『匿名原稿』
- 1994年 - ドン・ウィンズロウ 『ストリート・キッズ』
- 1995年 - マイクル・コナリー 『ブラック・アイス』
- 1996年 - 該当作なし
- 1997年 - ジェイムズ・エルロイ 『ホワイト・ジャズ』
- 1998年 - 該当作なし
- 1999年 - ジョージ・P・ペレケーノス 『俺たちの日』
- 2000年 - 該当作なし
- 2001年 - 該当作なし
- 2002年 - 該当作なし
- 2003年 - 該当作なし
- 2004年 - 該当作なし
- 2005年 - 矢作俊彦 『ロング・グッドバイ』
- 2006年 - マイクル・コナリー 『暗く聖なる夜』
- 2007年 - ジェイムズ・カルロス・ブレイク（英語版） 『荒ぶる血』
- 2008年 - コーマック・マッカーシー 『血と暴力の国』
- 2009年 - S・J・ローザン 『冬そして夜』
- 2010年 - ドン・ウィンズロウ 『犬の力』
- 2014年 - デニス・ルヘイン 『夜に生きる』
- 2015年 - ロジャー・ホッブズ（英語版） 『ゴーストマン 時限紙幣』
- 2016年 - ドン・ウィンズロウ 『失踪』
- 2017年 - 若竹七海 『静かな炎天』
- 2018年 - ロバート・クレイス 『約束』
- 2019年 - ドン・ウィンズロウ 『ダ・フォース』
- 2020年 - ウォルター・モズリイ 『流れは、いつか海へと』
- 2021年 - C・J・ボックス 『発火点』
- 2022年 - 紀蔚然 『台北プライベートアイ』
- 2023年 - S・J・ローザン『南の子供たち』
- 2024年 - S・A・コスビー『頬に哀しみを刻め』